# Municipio de Greene (condado de Woodford)
El municipio de Greene (en inglés: Greene Township) es un municipio ubicado en el condado de Woodford en el estado estadounidense de Illinois. En el año 2010 tenía una población de 483 habitantes y una densidad poblacional de 5,21 personas por km².

## Geografía
El municipio de Greene se encuentra ubicado en las coordenadas 40°47′53″N 89°5′36″O / 40.79806, -89.09333. Según la Oficina del Censo de los Estados Unidos, el municipio tiene una superficie total de 92.67 km², de la cual 92,66 km² corresponden a tierra firme y (0,01 %) 0,01 km² es agua.

## Demografía
Según el censo de 2010, había 483 personas residiendo en el municipio de Greene. La densidad de población era de 5,21 hab./km². De los 483 habitantes, el municipio de Greene estaba compuesto por el 97,31 % blancos, el 0,83 % eran afroamericanos, el 1,04 % eran asiáticos y el 0,83 % eran de una mezcla de razas. Del total de la población el 0,21 % eran hispanos o latinos de cualquier raza.